# Кох (остров)

Остров Кох (на английски: Koch Island) е 56-ият по големина остров в Канадския арктичен архипелаг. Площта му е 458 км2, с която се нарежда на 69-о място сред островите на Канада. Административно принадлежи към канадската територия Нунавут. Необитаем.
Островът се намира в северната част на Басейна Фокс (на север от Хъдсъновия залив), на входа на залива Стенсбю. На 14,2 км на изток се намира п-ов Нунавут в западната част на Бафинова земя, а на 34 км на югоизток – остров Брей. 11-километровият проток Лабрадор го отделя на юг от големия остров Роули, а на 27,8 км на северозапад е остров Йенс Мунк.
Островът е издължен в посока от североизток на югозапад на 41,5 км, а ширината му варира от 5 км на юг до 15,5 км на север. Дължината на бреговата му линия е 130 км и е слабо разчленена.
Релефът е равнинен със средна надморска височина 10-20 м. На югозапад отделни височини достигат до 40 м. Множество езера, свързани помежду си с къси реки и потоци, което е характерна особеност за почти всички острови в Басейна Фокс.
До 1947 г. островът се смята за част от големия остров Бафинова земя, когато е доказано от канадски военни летци, че той, заедно със съседните острови Роули, Брей, Йенс Мунк и множество други по-малки са отделни острови в Басейна Фокс. Няколко години по-късно островът е детайлно изследван и картиран и кръстен в чест на видния датски геолог, топограф и полярен изследовател Йохан Петер Кох (1870-1928).
|  | Тази страница частично или изцяло представлява превод на страницата „Кох (остров)“ в Уикипедия на руски. Оригиналният текст, както и този превод, са защитени от Лиценза „Криейтив Комънс – Признание – Споделяне на споделеното“, а за съдържание, създадено преди юни 2009 година – от Лиценза за свободна документация на ГНУ. Прегледайте историята на редакциите на оригиналната страница, както и на преводната страница, за да видите списъка на съавторите. ВАЖНО: Този шаблон се отнася единствено до авторските права върху съдържанието на статията. Добавянето му не отменя изискването да се посочват конкретни източници на твърденията, които да бъдат благонадеждни. |